# Tim Kang
Yla Timothy „Tim“ Kang (* 16. März 1973 in San Francisco, Kalifornien) ist ein US-amerikanischer Schauspieler. Er wurde hauptsächlich durch die Rolle des Kimball Cho in der Fernsehserie The Mentalist bekannt.

## Leben
Tim Kang ist koreanischer Abstammung und wurde als ältester von drei Söhnen geboren. Er wuchs in San Francisco auf. An der University of California, Berkeley machte er seinen Bachelor of Arts in Politikwissenschaften. Anschließend erwarb er seinen Master of Fine Arts an der Harvard University. Daraufhin studierte Kang Schauspiel in Russland an der Moscow Art Theatre School. Er trat hauptsächlich in Nebenrollen in Filmen und Fernsehserien auf, eine größere Rolle hatte er 2008 im Film John Rambo. Von 2008 bis 2015 spielte er eine der Hauptrollen in der CBS-Serie The Mentalist.
Kang hat eine Tochter (* 2009) und lebt in Los Angeles.

## Filmografie
- 2002: Die Sopranos (The Sopranos, Fernsehserie, Folge 4x09)
- 2002: Ein Chef zum Verlieben (Two Weeks Notice)
- 2003: Justice
- 2003: Robot Stories
- 2003: Criminal Intent – Verbrechen im Visier (Law & Order: Criminal Intent, Fernsehserie, Folge 2x18)
- 2004: Flight Safety (Kurzfilm)
- 2004: Die Vergessenen (The Forgotten)
- 2004: Third Watch – Einsatz am Limit (Third Watch, Fernsehserie, 5 Folgen)
- 2005: Law & Order: Trial by Jury (Fernsehserie, Folge 1x05)
- 2006: Spectropia
- 2006: What Remains (Kurzfilm)
- 2006: Chappelle’s Show (Fernsehserie, 2 Folgen)
- 2006: Ghost Whisperer – Stimmen aus dem Jenseits (Ghost Whisperer, Fernsehserie, Folge 2x08)
- 2007: Monk (Fernsehserie, Folge 6x09)
- 2007: Das Büro (The Office, Fernsehserie, Folge 4x05)
- 2007: The Unit – Eine Frage der Ehre (The Unit, Fernsehserie, 2 Folgen)
- 2008: John Rambo (Rambo)
- 2008–2015: The Mentalist (Fernsehserie, 151 Folgen)
- 2009: Mr. Sadman
- 2010: Futurestates (Fernsehserie, Folge 1x02)
- 2011: Night Tales (Fernsehfilm)
- 2014: Bound for Greatness (Kurzfilm)
- 2014: Room 731 (Kurzfilm)
- 2015: Weird Loners (Fernsehserie, Folge 1x01)
- 2015: Criminal Minds (Fernsehserie, Folge 11x02)
- 2015: Vampire Diaries (The Vampire Diaries, Fernsehserie, 3 Folgen)
- 2016: Rise (Kurzfilm)
- 2017: The Trustee (Fernsehfilm)
- 2017: Traces
- 2017: American Horror Story (Fernsehserie, Folge 7x01)
- 2017: Chicago Justice (Fernsehserie, Folge 1x12)
- 2018: Das Zeiträtsel (A Wrinkle in Time)
- 2018: Marvel’s Cloak & Dagger (Fernsehserie, 4 Folgen)
- 2018: Lethal Weapon (Fernsehserie, Folge 2x12)
- 2018: Madam Secretary (Fernsehserie, Folge 4x20)
- 2018–2024: Magnum P.I. (Fernsehserie, 91 Folgen)